# Mah Chuchak Begum
Mah Chuchak Begum (... – Kabul, 28 marzo 1564) è stata una nobildonna afghana, consorte dell'imperatore Moghul Humayun. Dopo essere rimasta vedova nel 1556 assunse il governo di Kabul e guidò il suo esercito contro Munim Khan, rappresentante dell'imperatore Akbar.

## Biografia
L'ascendenza di Mah Chuchak Begum non è nota, sebbene sia noto che era sorella di Bairam Oghlan di Arghun e Faridun Khan di Kabul. 
Nel 1546 sposò Humayun, imperatore Moghul, da cui ebbe cinque figli, due maschi e tre figlie. Di questi, suo figlio maggiore sopravvissuto, Muhammad Hakim Mirza, nel 1554 fu nominato dal padre governatore di Kabul, sotto la tutela di Munim Khan, e la nomina fu confermata nel 1556 da Akbar, figlio di Hamida Banu Begum e nuovo imperatore.  
Nel 1561, Munim cedette il suo posto a suo figlio Ghani Khan, al che Mah Chuchak, ambiziosa e guidata dai consiglieri Fazli Beg e suo figlio Abdulfath, ostili a Ghani, si rifiutò di aprire le porte della città, per poi uccidere i suoi consiglieri e assumere lei stessa il governo. Avvisato da Ghani, Akbar inviò lui e suo padre alla guida di un esercito che Mah Chuchak affrontò e sconfisse a Jalalabad. In seguito, accolse Shah Abul Maali, Sayyid di Termez, che era fuggito dalla prigione di Lahore, e gli diede in moglie la figlia Bakhtunnissa Begum. 
L'alleanza non durò a lungo. Il 28 marzo 1564 Shah Abul Maali uccise Mah Chuchak e il suo consigliere Haidar Qasim, anche se Hakim riuscì a salvarsi con l'aiuto di Mirza Sulaiman di Badakshan, che in seguito lo aiutò a riprendere il controllo della città per conto di Akbar. 

## Discendenza
Da Humayun, ebbe due figli e tre figlie:
- Bakhtunnissa Begum (1547 - 1608);
- Farrukh-Fal Mirza, morto infante;
- Muhammad Hakim Mirza (1553 - 1585);
- Sakina Banu Begum (morta il 25 agosto 1604). Sposò Shah Ghazi Khan, la cui cugina, figlia di Qazi Isa, qadi dell'Iran, e sorella di Naqib Khan Qazvini, sposò poi Akbar. Nel 1578 fu inviata a Kabul per trattare con Suleiman Shah Mirza di Badakhshan, e alla fine combinò un matrimonio fra una figlia di Suleiman, la cui sorella aveva sposato il fratello di Sakina, Hakim, e il principe Salim Jahangir, figlio di Akbar.
- Amina Banu Begum.

## Cultura popolare
- Nella serie TV indiana Jodha Akbar (2013), è interpretata dall'attrice Mita Vashisht.